# Lampides herdonius
Lampides herdonius är en fjärilsart som beskrevs av Hans Fruhstorfer 1921. Lampides herdonius ingår i släktet Lampides och familjen juvelvingar. Inga underarter finns listade i Catalogue of Life.